# 塔姆沃思 (英國國會選區)
塔姆沃思（英語：Tamworth），英國國會一郡選區，位於英格蘭斯塔福德郡東南部，包括塔姆沃思區和利奇菲爾德區東南部六個地方選區。
始創於1567年，1885年前為自治市選區，應選兩席，1945年撤銷。本區自1997年恢復以來一直支持工黨。2010年大選當區議員、工黨的布賴恩·詹金斯被保守黨的克里斯托弗·平彻以45.8%選票擊敗。